# Centro dei Difensori dei Diritti Umani
Il Centro dei Difensori dei Diritti Umani (Defenders of Human Rights Center - DHRC) è un'associazione senza fini di lucro iraniana con l'obiettivo di tutelare e promuovere i diritti dei dissidenti politici, delle donne e delle minoranze.

## Storia
Il DHRC, co-fondato nel 2002 dall'avvocatessa Premio Nobel per la pace Shirin Ebadi, si pone come obiettivo il sostegno legale a tutti gli individui sotto processo per l'esercizio delle libertà fondamentali (protesta pacifica o espressione di dissenso verso il governo). Sin dalla sua creazione, le è stata più volte negata la registrazione legale, poiché le sue richieste di registrazione sono state sistematicamente bloccate dalle autorità iraniane senza alcuna motivazione.
Il 3 agosto 2006 il ministero dell'Interno iraniano ha reso illegali le attività del DHRC e iniziato ufficialmente il perseguimento legale dei suoi membri.
Nel gennaio 2010 una stretta del governo impedisce all'associazione di operare: i suoi membri sono arrestati (come Abdolfattah Soltani) o esiliati.